# Đoàn Việt Cường
Đoàn Việt Cường (sinh năm 1985 tại Đồng Tháp), là một cầu thủ bóng đá chuyên nghiệp người Việt Nam đã từng cùng Đội tuyển bóng đá quốc gia Việt Nam vô địch AFF Cup 2008.

## Tiểu sử và quá trình hoạt động bóng đá
Đoàn Việt Cường là con trai của ông Đoàn Văn Phát cũng từng là một cầu thủ của đội bóng Đồng Tháp.
Đoàn Việt Cường cùng với Phan Thanh Bình, Nguyễn Quý Sửu, Châu Phong Hòa, Bùi Tấn Trường,… là lứa cầu thủ tài năng do bóng đá Đồng Tháp đào tạo nên. Năm 2003, Việt Cường cùng Đồng Tháp đoạt chức vô địch Giải vô địch bóng đá U18 Việt Nam. Có mặt ở đội 1 Đồng Tháp năm 19 tuổi và chỉ 1 năm sau Việt Cường đã được trao băng đội trưởng và trở thành thủ quân trẻ nhất V.League tính đến thời điểm hiện tại. Anh thi đấu tốt ở vị trí hậu vệ và tiền vệ cánh phải dù khởi nghiệp là hậu vệ trái. Những lúc Đồng Tháp thiếu người, anh vào vai đá trung vệ khá tốt.
Việt Cường từng thi đấu trong màu áo của Đội tuyển bóng đá Olympic Việt Nam; Anh cũng thi đấu cho Đội tuyển quốc gia trong nhiều năm- giai đoạn (2006-2010).
Năm 2008, anh có mặt và thi đấu tốt trong đội hình chính của Đội tuyển bóng đá quốc gia Việt Nam ở vị trí hậu vệ, cùng Đội tuyển Việt Nam vô địch AFF Cup 2008 thời huấn luyện viên Calisto người Bồ Đào Nha. Đó cũng là thành tích tốt nhất và duy nhất cho đến thời điểm năm 2015 của Đội tuyển bóng đá quốc gia Việt Nam.
Năm 2009, Việt Cường chuyển sang thi đấu cho Hoàng Anh Gia Lai.

## Thành tích
- AFF Cup 2008: Vô địch
- V-League:
- Giải vô địch bóng đá hạng nhất Việt Nam: 1 lần vô địch
2006
- Giải bóng đá Đại hội TDTT Toàn quốc: 
Huy chương bạc 2006
- Giải vô địch bóng đá U21 Việt Nam
Hạng 3 2003 và 2004